# Great Neck
Great Neck è una località (village) degli Stati Uniti d'America nella Contea di Nassau nello Stato di New York.